# Глубокое — Большое Островито
«Глубокое — Большое Островито» — гидрологический заказник республиканского значения в Белоруссии. Располагается на территории Полоцкого района Витебской области.

## История
В 1979 году с целью сохранения уникальных водоёмов Белорусского Поозерья и мест произрастания полушника озёрного был создан гидрологический заказник «Глубокое — Чербомысло». Площадь заказника в 1996 году составляла 168 га. С 2007 года заказник носит современное название «Глубокое — Большое Островито», а площадь территории увеличилась до 1353,38 га.

## Рельеф и гидрография
Заказник располагается на юго-востоке Полоцкой низменности. Рельеф территории — озёрно-ледниковый.
Наиболее крупными озёрами, входящими в состав заказника, являются Большое Островито, Глубокое и Чербомысло, отличающиеся низкой минерализацией воды и олиготрофией, а также озеро Гвоздок.

## Флора и фауна
Бо́льшая часть территории заказника покрыта сосновым лесом. В южной и юго-западной части встречаются ель и берёза. В состав флоры входят четыре вида, занесённых в Красную книгу Белоруссии: карликовая берёза, ежеголовник злаковидный, баранец обыкновенный, полушник озёрный.
На охраняемой территории обитают выдра, кабан, лисица и другие охотопромысловые виды животных. Из представителей фауны в Красную книгу Белоруссии занесены чеглок, трёхпалый дятел, чернозобая гагара и змееяд. Преобладающие виды рыб в озёрах — окунь и щука.

## Рекреационное использование
В заказнике оборудованы экологическая тропа и несколько стоянок для туристов.